# Sydney Kamlager-Dove
Sydney Kamlager-Dove, née Sydney Kai Kamlager le 20 juillet 1972 à Chicago (Illinois), est une femme politique américaine. Membre du Parti démocrate, elle siège au sein de la législature d'État de la Californie de 2018 à 2022, à l'Assemblée puis au Sénat, avant d'être élue à la Chambre des représentants des États-Unis.

## Biographie

### Jeunesse et carrière professionnelle
Sydney Kamlager grandit à Chicago dans l'Illinois. Sa mère est actrice afro-américaine et son père un travailleur social blanc.
Elle est diplômé d'un bachelor of arts de l'université de Californie du Sud en 1994 puis d'un master de l'université Carnegie-Mellon de Pittsburgh en 1996. Après ses études, elle s'installe définitivement en Californie du Sud et travaille dans des associations culturelles ou sociales.
De 2010 à 2018, elle travaille pour l'élue démocrate Holly Mitchell (en) au sein de la législature de l'État de Californie, d'abord à l'Assemblée (2010-2013) puis au Sénat (2013-2018). Kamlager et Mitchell se sont rencontrées lorsqu'elles exerçaient au sein d'une association pour venir en aide aux familles en mal de garde d'enfants. Sydney Kamlager siège parallèlement au conseil d'administration du Los Angeles Community College District (en) et à la commission du comté de Los Angeles sur les enfants et les familles.

### Carrière politique
Sydney Kamlager se lance elle-même en politique en 2018, à l'occasion d'une élection partielle dans le 54e district pour l'Assemblée de Californie. Elle remporte le scrutin provoqué par la démission de Sebastian Ridley-Thomas (en) avec près de 69 % des suffrages. En mars 2021, elle remporte une élection partielle au Sénat de Californie pour succéder à Holly Mitchell, démissionnaire. Dans le 30e district, qui s'étend du centre de Los Angeles à Culver City, elle rassemble plus de 68 % des voix face à plusieurs candidats démocrates et républicains.
Pour les élections de 2022, elle se présente à la Chambre des représentants des États-Unis dans le 37e district de Californie. La circonscription — particulièrement diverse — est un bastion démocrate de l'ouest et du sud-ouest de Los Angeles, dont la représentante sortante Karen Bass est candidate à la mairie de Los Angeles. Soutenue par Karen Bass et le gouverneur Gavin Newsom, elle arrive largement en tête de la primaire de juin. Sydney Kamlager est élue représentante des États-Unis en novembre, rassemblant 64 % des suffrages face à l'ancienne conseillère municipale de Los Angeles Jan Perry (en), également démocrate. Elle est réélue le 5 novembre 2024.